# U-188
| U-188 | U-188 | U-188 |
| --- | --- | --- |
| U 188 | | |
| | | |
| Німецький підводний човен U-190, однотипний з U-188, в порту Сент-Джонса після капітуляції. Червень 1945 | | |
| Верф | Deutsche Schiff- und Maschinenbau, AG Weser, Бремен | Deutsche Schiff- und Maschinenbau, AG Weser, Бремен |
| Під прапором                                                                                             | Третій Рейх | Третій Рейх |
| Належність                                                                                               | Крігсмаріне | Крігсмаріне |
| Порт приписки                                                                                            | Штеттін Лор'ян | Штеттін Лор'ян |
| Замовлення                                                                                               | 15 серпня 1941 | 15 серпня 1941 |
| Закладений                                                                                               | 18 серпня 1941 | 18 серпня 1941 |
| Спуск на воду                                                                                            | 31 березня 1942 | 31 березня 1942 |
| Введений до складу флоту                                                                                 | 5 серпня 1942 | 5 серпня 1942 |
| На службі                                                                                                | 1942—1944 | 1942—1944 |
| Загибель                                                                                                 | після 21 листопада 1942 року зниклий безвісти в Північній Атлантиці на схід від Ньюфаундленду                                                                           | після 21 листопада 1942 року зниклий безвісти в Північній Атлантиці на схід від Ньюфаундленду                                                                           |
| Бойовий досвід                                                                                           | Друга світова війна Битва за Атлантику | Друга світова війна Битва за Атлантику |
| Проєкт                                                                                                   | | |
| Тип ПЧ                                                                                                   | великий океанський торпедний ДПЧ | великий океанський торпедний ДПЧ |
| Основні характеристики                                                                                   | | |
| Швидкість (надводна)                                                                                     | 18,2 вузла (33,7 км/год) | 18,2 вузла (33,7 км/год) |
| Швидкість (підводна)                                                                                     | 7,3 (13,5 км/год) | 7,3 (13,5 км/год) |
| Робоча глибина занурення                                                                                 | 100 м | 100 м |
| Гранична глибина занурення                                                                               | 230 м | 230 м |
| Дальність плавання                                                                                       | 63 милі (117 км) на швидкості 4 вузли (7,4 км/год) (у підводному положенні) 13 450 морських миль (24 910 км на швидкості 10 вузлів (19 км/год) (у надводному положенні) | 63 милі (117 км) на швидкості 4 вузли (7,4 км/год) (у підводному положенні) 13 450 морських миль (24 910 км на швидкості 10 вузлів (19 км/год) (у надводному положенні) |
| Екіпаж                                                                                                   | 48 офіцерів та матросів | 48 офіцерів та матросів |
| Розміри                                                                                                  | | |
| Довжина найбільша (по КВЛ)                                                                               | 76,76 м | 76,76 м |
| Ширина корпусу найб.                                                                                     | 6,86 м | 6,86 м |
| Висота                                                                                                   | 9,6 м | 9,6 м |
| Середня осадка (по КВЛ)                                                                                  | 4,67 м | 4,67 м |
| Водотоннажність надводна                                                                                 | 1144 т | 1144 т |
| Силова установка                                                                                         | | |
| Дизель-електрична: 2 дизельні двигуни MAN M 9 V 40/46 2 електродвигуни Siemens-Schuckert 2 GU 345/34     | | |
| Гвинти                                                                                                   | 2 | 2 |
| Потужність                                                                                               | 2 × 2200 к.с. (дизелі) 2 × 740 к.с. (електродвигуни) | 2 × 2200 к.с. (дизелі) 2 × 740 к.с. (електродвигуни) |
| Озброєння                                                                                                | | |
| Артилерія                                                                                                | 1 × 105-мм палубна гармата SK C/32 | 1 × 105-мм палубна гармата SK C/32 |
| Торпедно- мінне озброєння                                                                                | 4 носових і 2 кормових ТА; 22 торпеди або 44 міни TMA чи 66 TMB | 4 носових і 2 кормових ТА; 22 торпеди або 44 міни TMA чи 66 TMB |
| ППО | 1 × 37-мм зенітна гармата SKC/30 2 (1 × 2) × 20-мм зенітні гармати FlaK 30                                                                                              | 1 × 37-мм зенітна гармата SKC/30 2 (1 × 2) × 20-мм зенітні гармати FlaK 30                                                                                              |

U-188 — німецький великий океанський підводний човен типу IXC/40, що входив до складу Військово-морських сил Третього Рейху за часів Другої світової війни. Закладений 18 серпня 1941 року на верфі Deutsche Schiff- und Maschinenbau, AG Weser у Бремені під будівельним номером 1028. Спущений на воду 31 березня 1942 року, а 5 серпня 1942 року корабель увійшов до складу ВМС нацистської Німеччини. Єдиним командиром човна був капітан-лейтенант Зіґфрід Людден.

## Історія служби
U-188 належав до серії німецьких підводних човнів підтипу IXC/40, найбільшої серії великих океанських човнів типу IX, подальшого розвитку IX C зі збільшеними розмірами, підвищеною дальністю плавання і без третього перископа, призначених діяти на морських комунікаціях противника на далеких відстанях у відкритому океані. Човнів цього типу випущено 87 одиниць і вони відносно результативно проявили себе в ході бойових дій в Атлантиці. 5 серпня 1942 року U-188 розпочав службу у складі 4-ї навчальної флотилії, а з 1 лютого 1943 року переведений до бойового складу 10-ї флотилії ПЧ Крігсмаріне.
З березня 1943 року і до червня 1944 року U-188 здійснив 3 бойових походи в Атлантичний та Індійський океани, в яких провів 356 днів. Човен потопив 8 суден (49 725 GRT) і 1 військовий корабель (1190 тонн), а також завдав пошкоджень одному судну (9977 GRT).

## Перелік уражених U-188 суден у бойових походах
| №                                                        | Дата            | Командир ПЧ           | Назва               | Тип                   | Належність                   | Водотоннажність (брт) | Вантаж                                              | Конвой        | Результат та координати                                                 | Наслідки атаки для екіпажу                            | Прим.                                            |
| -------------------------------------------------------- | --------------- | --------------------- | ------------------- | --------------------- | ---------------------------- | --------------------- | --------------------------------------------------- | ------------- | ----------------------------------------------------------------------- | ----------------------------------------------------- | ------------------------------------------------ |
| Перший похід (04.03—04.05.1943, 62 доби; Кіль—Лор'ян)    |                 |                       |                     |                       |                              |                       |                                                     |               |                                                                         |                                                       |                                                  |
| 1                                                        | 11 квітня 1943  | Kptlt. Зіґфрід Людден | «Беверлі»           | ескадрений міноносець | Велика Британія              | 1 190                 |                                                     | Конвой ON 176 | потоплений 52°19′ пн. ш. 40°28′ зх. д. / 52.317° пн. ш. 40.467° зх. д.  | 155 офіцерів та матросів (151 загиблий та 4 вцілілих) | ескадрений міноносець типу «Клемсон»/типу «Таун» |
| Другий похід (30.06—30.10.1943, 123 доби; Лор'ян—Пенанг) |                 | Kptlt. Зіґфрід Людден |                     |                       |                              |                       |                                                     |               |                                                                         |                                                       |                                                  |
| 2                                                        | 21 вересня 1943 | Kptlt. Зіґфрід Людден | Cornelia P. Spencer | суховантажне судно    | США                          | 7 176                 | 2910 тонн сталі і 300 тонн гуміарабіка              |               | потоплено 02°08′ пн. ш. 50°10′ сх. д. / 2.133° пн. ш. 50.167° сх. д.    | 68 (2 загиблих та 66 вижили)                          | судно класу «Ліберті»                            |
| 3                                                        | 5 жовтня 1943   | Kptlt. Зіґфрід Людден | Britannia           | танкер                | Норвегія                     | 9 977                 | баласт                                              |               | пошкоджений 24°21′ пн. ш. 58°02′ сх. д. / 24.350° пн. ш. 58.033° сх. д. | 46 (усі вижили)                                       |                                                  |
| Третій похід (01.01—19.06.1944, 171 доба; Пенанг—Бордо)  |                 | Kptlt. Зіґфрід Людден |                     |                       |                              |                       |                                                     |               |                                                                         |                                                       |                                                  |
| 4                                                        | 20 січня 1944   | Kptlt. Зіґфрід Людден | Fort Buckingham     | суховантажне судно    | Велика Британія              | 7 122                 | баласт                                              |               | потоплено 08°19′ пн. ш. 66°40′ сх. д. / 8.317° пн. ш. 66.667° сх. д.    | 89 (38 загинули та 51 вцілілий)                       |                                                  |
| 5                                                        | 25 січня 1944   | Kptlt. Зіґфрід Людден | Fort la Maune       | суховантажне судно    | Велика Британія              | 7 130                 | 8130 тонн генеральних вантажів і військових запасів |               | потоплено 13°04′ пн. ш. 56°30′ сх. д. / 13.067° пн. ш. 56.500° сх. д.   | 56 (усі вижили)                                       |                                                  |
| 6                                                        | 26 січня 1944   | Kptlt. Зіґфрід Людден | Samouri             | суховантажне судно    | Велика Британія              | 7 219                 | баласт                                              |               | потоплено 13°13′ пн. ш. 55°56′ сх. д. / 13.217° пн. ш. 55.933° сх. д.   | 49 (усі вижили)                                       |                                                  |
| 7                                                        | 26 січня 1944   | Kptlt. Зіґфрід Людден | Surada              | пасажирське судно     | Велика Британія              | 5 427                 | 5000 тонн генеральних вантажів                      |               | потоплено 13°00′ пн. ш. 55°15′ сх. д. / 13.000° пн. ш. 55.250° сх. д.   | 103 (усі вижили)                                      |                                                  |
| 8                                                        | 29 січня 1944   | Kptlt. Зіґфрід Людден | Olga E. Embiricos   | суховантажне судно    | Грецьке королівство          | 4 677                 | 6900 тонн вугілля                                   | Конвой CB 7   | потоплено 12°30′ пн. ш. 50°10′ сх. д. / 12.500° пн. ш. 50.167° сх. д.   | 41 (20 загинули та 21 вцілілий)                       |                                                  |
| 9                                                        | 3 лютого 1944   | Kptlt. Зіґфрід Людден | Chung Cheng         | суховантажне судно    | Республіка Китай (1912–1949) | 7 176                 | 8350 тонн ільменітової руди                         |               | потоплено 13°00′ пн. ш. 54°20′ сх. д. / 13.000° пн. ш. 54.333° сх. д.   | 71 (20 загинули та 51 вцілілий)                       | судно класу «Ліберті»                            |
| 10                                                       | 9 лютого 1944   | Kptlt. Зіґфрід Людден | Viva                | суховантажне судно    | Норвегія                     | 3 798                 | 6068 тонн генеральних вантажів і чаю                |               | потоплено 12°30′ пн. ш. 57°50′ сх. д. / 12.500° пн. ш. 57.833° сх. д.   | 37 (усі вижили)                                       |                                                  |